# Porriño Industrial Club de Fútbol
Porriño Industrial Club de Fútbol é um clube de futebol espanhol, sediado na cidade de Porriño, na Galiza. Fundado em 1933, disputa atualmente a Preferente Autonómica de Galiza (Grupo Sul), que corresponde à quinta divisão do Campeonato Espanhol.

## História
O Porriño Industrial alternou entre as divisões regionais e a Tercera División, pela qual disputou 19 edições. Na temporada 1998–99, terminou em primeiro lugar em seu grupo e chegou aos play-offs de acesso à Segunda División B, porém ficou em terceiro lugar (uma vitória, 3 empates e 2 derrotas).
Em 2016, como forma de protesto pelos atrasos de salário, os técnicos do clube resolveram não comandar nenhum treino. A direção do Porriño decidiu, então, pedir ajuda à Câmara Municipal.

## Títulos
- Tercera División (Grupo 1): 1998–99
- Campeonato Galego de Afeccionados: 2 (1948–49 e 1958–59)
- Preferente (Serie A): 3 (1953–54, 1955–56 e 2002–03)
- 1ª Autonómica: 2 (1985–86 e 2012-13)